# Leptostrangalia nakamurai
Leptostrangalia nakamurai là một loài bọ cánh cứng trong họ Cerambycidae.